# Радченківське нафтогазове родовище
Радченківське нафтогазове родовище — газоконденсатне родовище, що належить до Глинсько-Солохівського газонафтоносного району Східного нафтогазоносного регіону України.

## Опис
Розташоване в Полтавській області на відстані 15 км від м. Миргород.
Знаходиться в центральній частині приосьової зони Дніпровсько-Донецької западини в межах Малосорочинсько-Радченківського структурного валу.
Підняття виявлене в 1947 р. У мезо-кайнозойських відкладах структура являє собою асиметричну брахіантикліналь, південно-східна перикліналь якої ускладнена Лейківським соляним штоком. Поздовжніми скидами структура розчленована на тектонічні блоки. Структурний план мезозойських відкладів зміщується на півн. схід відносно кам'яновугільного. Перший промисловий приплив газу отримано з тріасових відкладів у 1950 р. з інт. 1193—1198 м.
Поклади пластові та масивно-пластові склепінчасті тектонічно екрановані, деякі також літологічно обмежені. Колектори — пісковики. Режим нафтових покладів — газовий та газоводонапірний, газових — газовий та водонапірний.
Експлуатується з 1957 р. Запаси початкові видобувні категорій А+В+С1: нафти — 956 тис. т; розчиненого газу — 349 млн. м³; газу — 2481 млн. м³. Густина дегазованої нафти 830-861 кг/м³. Вміст сірки в нафті 0,05-0,11 мас. %.